# Roger de Maine
Roger de Maine (en francés Roger du Maine, h. 850-h. 900) fue el primer conde de Maine de la familia de los Hugónidas o segunda casa de Maine, en dos períodos, primero del año 885 al 893, y luego del año 895 al 900.

## Origen
La familia de Roger no se conoce. Se supone que desciende de los primeros robertinos que tenían feudos en Neustria. Según el Siège de Paris par les Normands, poème d´Abbon, Roger era sobrino de Hugo conde de Bourges.
Sí que está comprobada su unión con la casa real carolingia, al haberse casado con Rotilde, hija del rey de los francos occidentales, Carlos el Calvo.

## Biografía
En el año 885, cuando Ragenoldo d'Herbauges murió en la batalla que siguió a la conquista de Reims por parte de los vikingos, Gauzlin de Maine y los rorgónidas no fueron considerados: el título de marqués de Neustria pasó a Enrique de Franconia, y el de conde de Maine le fue otorgado a Roger, un noble franco, que, a pesar de estar emparentado con los robertinos, fue favorito del nuevo rey de los francos occidentales, el emperados Carlos III el Gordo.
Después de que Eudes, conde de París, miembro de la familia de los robertinos, fuese elegido rey de los francos occidentales, siempre según el Siège de Paris par les Normands, poème d´Abbon, Roger se puso del lado de su tío, Hugo y apoyó al nuevo rey contra el conde de Auvernia, Guillermo el Piadoso, que durante los combates, en el año 889, mató a Hugo de Bourges.
En el año 890, Roger se casó con Rotilde, la hija del difunto rey de los francos occidentales, Carlos el Calvo, tía del pretendiente al trono, el carolingio Carlos el Simple por el que Roger se convierte en defensor de los carolingios.
La familia de los rorgónidas que, después de haber perdido el condado de Maine, había dado su apoyo a los robertinos, que eran antagonistas de los carolingios, convenció en el año 893, al rey Eudes a destituir al carolingio Roger I y nombrar a Gauzlin II conde del Maine. Pero Gauzlin II no logró mantener el control del condado y, a pesar de que el rey Odón favoreció a Gauzlin, en el curso de 895, Roger I tuvo de nuevo ventaja, mostrándose particularmente ciolento contra sus súbditos y la iglesia, tanto que el obispo de Le Mans, se lamenta: en el Actus pontificum Cenomannis, a Roger lo llama hombre perverso (Rotgario, nefando viro).
Roger I tuvo que soportar los continuos ataques de Gauzlin II que siguió combatiéndolo. Tras la muerte de Roger, que ocurrió en torno al año 900, el nuevo rey de Francia carolingio, Carlos el Simple, dio el condado al hijo de Roger I, Hugo I, contra el cual Gauzlin II continuó luchando hasta que alcanzó un acuerdo matrimonial: Hugo se casó con una hija de Gauzlin II.
No se conoce la fecha exacta de la muerte de Roger, que ocurrió antes del 1.º de noviembre de 900, fecha en la que se redactó el documento n.° XXII de los Diplomata Caroli Simplicis que cita al hijo de Roger, Hugo, como conde de Maine, título reconocido por el rey Carlos el Simple, que fue su sucesor.

## Matrimonio y descendencia
Roger se había casado con la carolingia Rotilde (871–928/9 citada por el cronista, Flodoardo, como recientemente muerta, a principios del año 929), hija de Carlos el Calvo y de Riquilda de las Ardenas (h. 845-910), hija del conde Bivín de Viena (822-877) y de la mujer que era la hija de Bosón de Arlés. Según la Revue historique et archéologique du Maine, tome 63, Catalogue des actes des évêques du Mans jusqu'à la fin du XIII siècle, da un documento redactado por el hijo, Hugo, confirma que Rotilde era la mujer de Roger. Tras quedar viuda se retiró a la abadía de Chelles, donde se convirtió en abadesa; según el cronista Flodoardo, le fue sustraída, en 922, por su sobrino, el rey de Francia Carlos el Simple, para darla a un tal Haganon.
Roger de su mujer Rotilde tuvo dos o tres hijos:
- Hugo (según el documento n.° XXII del Diplomata Caroli Simplicis, es citado como hijo de Rotilde,[7] mientras Flodoardo confirma que era hijo de Roger (Hugoni filio Rotberti)[11] (h. 890-† cerca de 950), conde de Maine,[11]
- Judit (antes del 900 † 925), que, alrededor de 914, como se dice en las Europäische Stammtafeln,[12] vol II cap. 10 (non consultate),[4] se casó con Hugo el Grande (h. 898 – 16 de junio de 956) futuro marqués de Neustria, conde de Orleans, conde de París y duque de los francos. Este matrimonio viene confirmado también por Flodoardo, por dos veces, en sus crónicas de 922,[10] y de 929[8]
- Rotilde (no es seguro), abadesa en Bouxières-aux-Dames de 937 a 965.

## Nota
1. 1 2  (en francés) Siège de Paris par les Normands, poème d´Abbon, pág. 63
2. ↑  (en latín) Annales Vedastini, pág. 322
3. ↑   (en francés) Siège de Paris par les Normands, poème d´Abbon, pag 62
4. 1 2 3   (en inglés) #ES Foundation for Medieval Genealogy: Nobiltà del Maine - ROGER (Rotger)
5. ↑  (en francés) Actus pontificum Cenomannis, pag 342
6. ↑  Al robertino Odón, conde de París, en el trono de Francia, lo sucedió un carolingio, Carlos el Simple.
7. 1 2  (en latín) Recueil des historiens des Gaules et de la France. Tome 9, Diplomata Caroli Simplicis n.° XXII, pág. 489
8. 1 2  (en latín) Monumenta germanica Historica, tomo III; Flodoardi Annales, año 929, pág. 378 Archivado el 19 de febrero de 2014 en Wayback Machine.
9. ↑  (en inglés) #ES Genealogy: Carolingi - Charles II "the Bald"
10. 1 2  (en latín) Monumenta germanica Historica, tomus III; Flodoardi Annales, anno 922, Pag 370 Archivado el 2 de abril de 2015 en Wayback Machine.
11. 1 2  (en latín) Monumenta germanica Historica, tomus III; Flodoardi Annales, anno 924, Pag 373 Archivado el 2 de abril de 2015 en Wayback Machine.
12. ↑  Le Europäische Stammtafeln son una colección de tablas genealógicas de las (más influyentes) familias europeas.

### Fonti primarie
- (en latín) Actus Pontificum Cenomannis in urbe degentium (Le Mans).
- (en latín) Annales Vedastini.
- (en latín) Monumenta Germanica Historica, tomus III.
- (en latín) Recueil des historiens des Gaules et de la France. Tome 9.

### Literatura historiográfica
- (en italiano) René Poupardin, I regni carolingi (840-918), cap. XIX, vol. II (L'espansione islamica e la nascita dell'Europa feudale) en la Storia del Mondo Medievale, pp. 582–634.
- (en francés) Siège de Paris par les Normands, poème d´Abbon.
- (en francés) Revue historique et archéologique du Maine, tome 63